# Тіхамау
Тіхамау (Tihamau) — легендарний перший верховний вождь Ніуе, що правив бл. 1650 р. За легендою, з вбивства Матуку-Хіфі, недбайливого помічника Тіхамау, відповідального за нічну охорону острова від завойовників, вчиненого якимось Муталау, почалася усобиця на острові Ніуе, що фактично розділила його на дві держави.
Його будинок перебував в селі Хапунга-мо-фаофао в області Улу-лаута, що на узбережжі, недалеко від Лелего-атуа. Тіхамау першим з вождів побував в святилищах Фана-кава-тала і Тіа-теле. Він також був в Ваї-хоко, в кам'яному укритті, яке утворюють ноги лежачого Хуанакі.